# Albrecht Fröhlich
Pour les articles homonymes, voir Fröhlich.
Albrecht Fröhlich est un mathématicien britannique d'origine allemande, né le 22 mai 1916 à Munich et mort le 8 novembre 2001 à Cambridge. Il est connu pour ses résultats majeurs et ses conjectures sur la théorie de la représentation galoisienne dans la structure de Galois d'anneaux d'entiers. Il est Fellow de la Royal Society.

## Biographie
Il est né à Munich d'une famille juive. Il fuit les nazis pour la France, puis pour la Palestine. Il entre à l'université de Bristol en 1945, obtenant son doctorat en 1951 avec une thèse sur On Some Topics in the Theory of Representation of Groups and Individual Class Field Theory sous la direction de Hans Heilbronn. Il est conférencier à l'université de Leicester puis à l'université de Keele, enfin en 1962 il devient reader au King's College de Londres où il travaille jusqu'à sa retraite en 1981, où il part au Robinson College de Cambridge.

## Publications
- avec Cassels (co-éditeur) : Algebraic Number Theory, Academic Press 1967 (darin von Fröhlich Local Fields)
- Formal Groups, Springer, Lecturenotes in Mathematics, 1968
- Galois module structure of algebraic integers, Springer (Ergebnisse der Mathematik) 1983
- Central extensions, Galois groups, and ideal class groups of number fields, Providence, Rhode Island, American Mathematical Society, 1983
- avec Colin J. Bushnell : Gauss sums and p-adic division algebras, Springer 1983
- Classgroups and Hermitian modules, Birkhäuser (Progress in Mathematics Bd.48) 1984
- avec Martin J. Taylor : Algebraic number theory, Cambridge University Press 1991
- éditeur : Algebraic Number fields – L Functions and Galois Properties. Proceedings of a Symposium organized by the LMS, Academic Press 1977

## Prix et récompenses
Il est élu Fellow de la Royal Society en 1976.
Il est lauréat du prix Berwick de la London Mathematical Society en 1976 puis de la médaille De Morgan en 1992. Elle a dénommé le prix Fröhlich en son honneur.
Il est docteur honoris causa des universités de Bristol et Bordeaux et reçoit en 1992 le prix de recherche Humboldt. En 1974 il est conférencier invité au Congrès international des mathématiciens avec comme sujet Galois module structure and Artin L functions.
En 1982 il devient membre de l'Académie des sciences de Heidelberg.

## Vie privée
Il est le frère d'Herbert Fröhlich, physicien et également fellow de la Royal Society.